# Немая баррикада

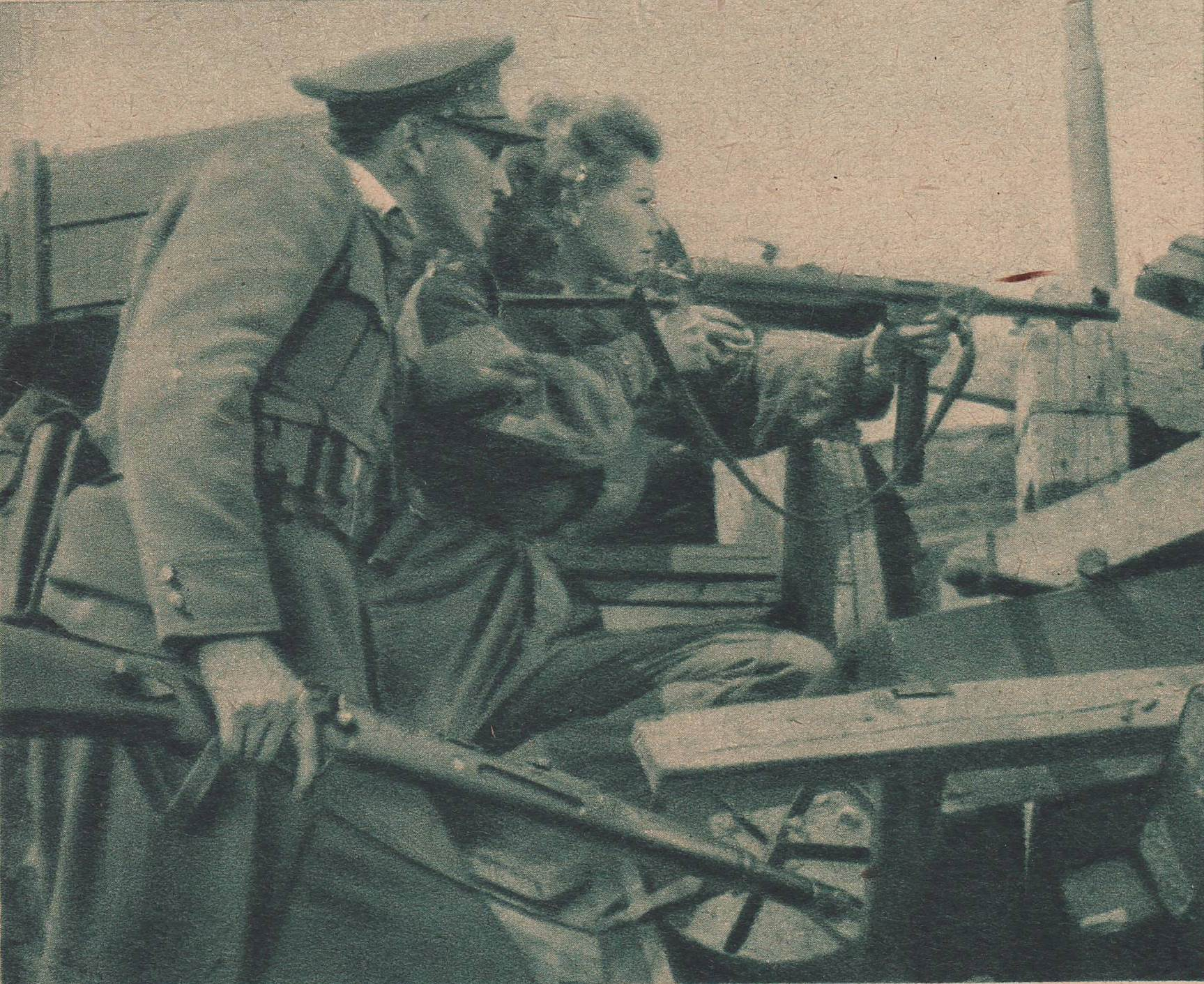
Кадр из фильма

«Немая баррикада» (чеш. Nemá barikáda) — чехословацкий художественный фильм, снятый кинорежиссёром Отакаром Ваврой в 1949 году.
Экранизация одного из рассказов из сборника «Немая баррикада» («Němá barikáda») Яна Дрды.
Премьера фильма состоялась 6 мая 1949 года.

## Сюжет
1945 год. Остатки немецких войск, отступают с востока, желая любой ценой прорваться и сдаться в плен американским войскам в Пльзене. Фильм рассказывает о борьбе чехов и одной польки c немецкой танковой бригадой. На Троянском мосту ими построена баррикада, которую нужно удержать до прихода Красной Армии.

## В ролях
- Роберт Врхота — сержант
- Барбара Драпиньская — Халина
- Ярослав Пруха — Хошек
- Ярослав Марван — Бручек
- Йосеф Бек — поручик
- Владимир Шмерал — Кроупа
- Милош Недбал — майор чешской армии
- Мария Вашова — Недведова
- Мария Блажкова —
- Витезслав Бочек — Коуба, защитник баррикады
- Штефан Булейко — парламентёр СС
- Власта Власакова — Андулька
- Владимир Главатый — пекарь Лойзик
- Мирослав Гомола — Вальтер, предатель, поджигатель баррикады
- Ярослав Зротал — водитель трамвая
- Эмил Каван — артиллерист
- Зденек Крызанек — Франтишек Швец
- Радован Лукавский — эсэсовец
- Франтишек Марек — немец
- Й. О. Мартин — брат Коубы
- Карел Павлик — защитник баррикады
- Иржи Плахый — шахтёр
- Владимир Раж
- Владимир Ржепа —  — хозяин дома
- Мария Рыдлова — старая немка, мать Вальтера
- Рудольф Широкий — капитан чешской армии
- Элла Ноллова — женщина с ребёнком
- Эмиль Болек — усатый старик
- Яромир Спал — билетёр
- Либуше Фреслова — жена хозяина дома
- Йозеф Хвалина — мужчина в шляпе
- Вера Календова — женщина в трамвае
- Зденек Ржегорж — таксист
- Антонин Шура — Пепик Хошек
- Ярослав Мареш — Ярда
- Бела Юрдова — жена брата Коубы
- Ярослава Паненкова — Хошкова
- Олдржих Лукеш — эпизод (нет в титрах)
- Виктор Очасек — мужчина в толпе (нет в титрах)